# Фердінандо Ріва
Фердінандо Ріва (нім. Ferdinando Riva, 3 липня 1930, Кольдреріо — 15 серпня 2014, К'яссо) — швейцарський футболіст, що грав на позиції флангового півзахисника. По завершенні ігрової кар'єри — тренер. Виступав, зокрема, за клуб «К'яссо», а також національну збірну Швейцарії.

## Клубна кар'єра
Народився 3 липня 1930 року в місті Кольдреріо. Вихованець футбольної школи клубу «Мендрісіо».
У дорослому футболі дебютував 1947 року виступами за команду клубу «Мендрісіо». Наступного сезону разом з командою вийшов до Челендж-ліги (другий дивізіон швейцарського чемпіонату). 
1950 року перейшов до клубу «К'яссо». У футболці клубу провів 523 поєдинки (336 — у Суперлізі, 114 — у Челендж-лізі, у тому числі й поєдинки плей-оф за чемпіонське звання, 52 — у Кубку Швейцарії, 19 — у кубку Тічино та 2 — у Кубку Альп). Відзначився 226-а голами (163 — у Суперлізі, 20 — у Челендж-лізі, 33 — у кубку Швейцарії та 10 — у кубку Тічино), у тому числі й 9-а хет-триками (6 — у Суперлізі та 3 — у кубку Швейцарії).
Протягом тривалого періоду часу був капітнаом команди. Рекордсмен «К'яссо» за кількістю проведених матчів та забитих м'ячів. У 1951 році разом з командою став віце-чемпіоном Швейцарії. У 1952 році з 20 голами посів третє місце серед найкращих бомбардирів Суперліги, поступившись лише Х'югі (Базель) — 24 та Балламанну («Грассгоппер») — 22.

## Виступи за збірну
25 листопада 1951 року дебютував у футболці національної збірної Швейцарії в Лугано, в нічийному (1:1) поєдинку проти Італії. Востаннє у складі збірної зіграв 6 січня 1960 року в Неаполі, в програному (0:3) поєдинку проти ітілійської збірної. У національній команді провів 22 матчі, в яких відзначився 8 голами.
У складі збірної перебував у заявці на чемпіонат світ 1954 року у Швейцарії, проте на турнірі не зіграв жодного матчу.

## Кар'єра тренера
Розпочав тренерську кар'єру, ще продовжуючи грати на полі, 1968 року, очоливши разом з Арістіде Носедою тренерський штаб клубу «К'яссо». Під керівництвом тандему команда провела 9 матчів (6 — у Челендж-лізі та 3 — у кубку Швейцарії). Досвід тренерської роботи обмежився цим клубом.
Помер 15 серпня 2014 року на 85-му році життя у місті К'яссо. 25 лютого 2014 року, вшановуючи пам'ять Фердінандо, міська рада К'яссо підтримала пропозицію перейменування місцевого стадіону в «Міський стадіон Ріва IV».